# 2011–2012-es magyar női vízilabda-bajnokság
A 2011–2012-es magyar női vízilabda-bajnokság a huszonkilencedik magyar női vízilabda-bajnokság volt. A bajnokságban hét csapat indult el, a csapatok egy kört játszottak, majd az 1-4. és az 5-7. helyezettek egymás közt még egy, illetve három kört. Az alapszakasz után az 1-4. helyezettek play-off rendszerben játszottak a bajnoki címért, az 5-7. helyezettek pedig újabb három kört játszottak a végső helyezésekért.

## Alapszakasz
| #  | Csapat                                  | M  | Gy | D | V  | G+  | G-  | P  |
| -- | --------------------------------------- | -- | -- | - | -- | --- | --- | -- |
| 1. | Dunaújvárosi Főiskola-Mex Motors        | 9  | 7  | 1 | 1  | 108 | 76  | 22 |
| 2. | ZF-Egri VK                              | 9  | 7  | 0 | 2  | 120 | 76  | 21 |
| 3. | Hungerit-Uni-Épszer-Szentesi VK         | 9  | 5  | 1 | 3  | 113 | 71  | 16 |
| 4. | BVSC-Diapolo                            | 9  | 4  | 0 | 5  | 106 | 90  | 12 |
|    |                                         |    |    |   |    |     |     |    |
| 5. | Szegedi Vízmű-Taylor & Nash-Universitas | 12 | 8  | 0 | 4  | 146 | 121 | 24 |
| 6. | Bp. Honvéd-ELTE-POLO                    | 12 | 3  | 0 | 9  | 127 | 180 | 9  |
| 7. | Héraklész I. Utánpótlás-válogatott      | 12 | 1  | 0 | 11 | 73  | 179 | 3  |

* M: Mérkőzés Gy: Győzelem D: Döntetlen V: Vereség G+: Dobott gól G-: Kapott gól P: Pont

## Rájátszás

### 1–4. helyért
Elődöntő: Dunaújvárosi Főiskola-Mex Motors–BVSC-Diapolo 9–12, 13–14, 12–11, 6–9 és ZF-Egri VK–Hungerit-Uni-Épszer-Szentesi VK 14–12, 13–10, 11–10
Döntő: ZF-Egri VK–BVSC-Diapolo 9–5, 12–13, 11–8, 9–10, 12–7
3. helyért: Dunaújvárosi Főiskola-Mex Motors–Hungerit-Uni-Épszer-Szentesi VK 8–10, 11–13

### 5–7. helyért
| #  | Csapat                                  | M | Gy | D | V | G+ | G- | P  |
| -- | --------------------------------------- | - | -- | - | - | -- | -- | -- |
| 5. | Szegedi Vízmű-Taylor & Nash-Universitas | 6 | 4  | 1 | 1 | 64 | 43 | 13 |
| 6. | Bp. Honvéd-ELTE-POLO                    | 6 | 4  | 1 | 1 | 64 | 54 | 13 |
| 7. | Héraklész I. Utánpótlás-válogatott      | 6 | 0  | 0 | 6 | 38 | 69 | 0  |

A bajnok Eger játékoskerete: Antal Dóra, Czigány Dóra, Ebony Ellen Neesham, Eser Özaydin Fatma, Gangl Edina, Illés Henrietta, Parádi Klaudia, Pengő Nikolett, Pócsi Bianka, Somhegyi Noémi, Szabó Ivett, Vályi Fanni, Varga Renáta, Veréb Alexandra, Zajácz Hanna
Az ezüstérmes BVSC játékoskerete: Bors Dorottya, Doroszlai Vanda, Horváth Ágnes, Horváth Anna, Ipacs Barbara, Kele Nikolett, Kisteleki Hanna, Mészáros Vanda, Mészáros-Farkas Kata, Nehéz Zsuzsanna, Ráski Lilla, Illés Anna, Szabó Stefánia, Szilágyi Réka, Takács Vivien, Tomaskovics Eszter, Tóth Ildikó, Csabai Dóra, Zsidó Blanka
A bronzérmes Szentes játékoskerete: Bakos Anna, Balázs Adrienn, Bene Viktória, Gémes Anett Alexa, Gundl Diána, Győri Eszter, Hevesi Anita, Keszthelyi Rita, Anasztaszija Kotova, Kövér-Kis Réka, Magarijama Sino, Mihály-Kádár Ildikó, Miskolczi Ibolya Kitti, Rácz Daniella, Takács Orsolya, Timár Maja Petra

## A góllövőlista élmezőnye
|     | Gól | Játékos             | Csapat                |
| --- | --- | ------------------- | --------------------- |
| 1.  | 64  | Antal Dóra          | Egri VK               |
| 2.  | 48  | Dombrádi Fruzsina   | Honvéd                |
| 3.  | 45  | Czigány Dóra        | Egri VK               |
| 4.  | 41  | Dalmády Szandra     | Szeged                |
| 5.  | 40  | Keszthelyi Rita     | Szentes               |
| 6.  | 39  | Kotsidou Nikoletta  | Honvéd                |
| 7.  | 38  | Tóth Ildikó         | BVSC                  |
| 8.  | 38  | Dalmády Petra       | Szeged                |
| 9.  | 36  | Szűcs Gabriella     | Dunaújvárosi Főiskola |
| 10. | 33  | Ebony Ellen Neesham | Egri VK               |